# Iore
Iore, marknadsfört som IORE; Littera: Iore, är ett elektriskt godstågslok som används för tunga malmtransporter på Malmbanan mellan Malmberget och hamnen i Luleå och mellan Kiruna och hamnen i Narvik. 'Iore' är en akronym för engelskans iron ore, järnmalm, och valt medvetet om likheten med den buttra åsnan I-or.
Varje lok är namngivet efter platser utmed Malmbanan. Iore-lok är kopplade i par, och drar upp till 68 av de 120-ton tunga malmvagnarna  (totalt 8 160 ton exklusive lok). Tidigare drogs 52 vagnar av Dm3-loken.
Malmtågen har särskilda koppel av typ SA3 som tillåter betydligt tyngre tåg. Det går att köra Iore-lok ensamma, men i praktiken körs de alltid i par, då loken endast har förarhytt i ena änden. Iore är ett sexaxligt lokomotiv. Vad gäller ellok med samma axelantal är det tyska lokomotivet 103  en likartad typ som har högre effekt än ensamma IORE men mindre än IORE i par.
Lokets boggier är av en spårvänlig typ som lanserades redan 1970 hos det tyska dieselelektriska loket DE2500. Liksom DE2500-loket har även Iore drivmotorer av asynkrontyp.

## Namn
| Nummer | Namn        |
| ------ | ----------- |
| 101    | Polcirkeln  |
| 102    | Malmberget  |
| 103    | Luleå       |
| 104    | Gällivare   |
| 105    | Narvik      |
| 106    | Kiruna      |
| 107    | Svappavaara |
| 108    | Torneträsk  |
| 109    | Abisko      |
| 110    | Björkliden  |
| 111    | Katterat    |
| 112    | Vassijaure  |
| 113    | Bergfors    |
| 114    | Rautas      |
| 115    | Stenbacken  |
| 116    | Stordalen   |
| 117    | Boden       |

| Nummer | Namn          |
| ------ | ------------- |
| 118    | Murjek        |
| 119    | Koskullskulle |
| 120    | Kaisepakte    |
| 121    | Rombak        |
| 122    | Råtsi         |
| 123    | Riksgränsen   |
| 124    | Kaitum        |
| 125    | Sjisjka       |
| 126    | Sandskär      |
| 127    | Bjørnfjell    |
| 128    | Krokvik       |
| 129    | Nattavaara    |
| 130    | Mertainen     |
| 131    | Straumsnes    |
| 132    | Rensjön       |
| 133    | Kopparåsen    |
| 134    | Notviken      |

## Teknisk data
| IORE                     | IORE                      |
| Allmänt                  | Allmänt                   |
| ------------------------ | ------------------------- |
| Operatör                 | LKAB Malmtrafik           |
| Tillverkningsår          | 2000 – 2010               |
| Antal tillverkade        | 34                        |
| Tillverkare mek del      | Bombardier Transportation |
| Tillverkare el del       | BBC                       |
| Axel arr                 | Co-Co                     |
| Vikt                     | 180,0 t                   |
| Axellast                 | 30,0 t                    |
| Max dragkraft            | 600 kN                    |
| Max hastighet            | 80 km/h                   |
| Korg                     |                           |
| Lös                      | 22,905 meter              |
| Boggieavstånd            | 12,890 meter              |
| Höjd över fälld strömavt | 4,465 meter               |
| Korgbredd                | 2,950 meter               |
| Koppeltyp                | centralkoppel             |
| Utvändig yta             | slät plåt                 |
| Utvändig färg            | blå                       |
| Boggier                  |                           |
| Spårvidd                 | 1,435 meter               |
| Axelavstånd              | 1,920 + 1,920 meter       |
| Hjuldiameter, nytt       | 1,250 meter               |
| Primärfjädring           | spiralfjäder              |
| Sekundärfjädring         | spiralfjäder              |
| Broms                    | blockbroms & regenerativ  |
| Min hor kurvradie        | 80 meter                  |